# Speedway-Weltmeisterschaft 2007
Bei der Speedway-Weltmeisterschaft 2007 wurde der Weltmeister im Speedway ermittelt. Es war das 13. Mal, dass die Weltmeisterschaft im Grand-Prix-Modus ausgetragen wurde. Die meisten Zuschauer hatte der Grand Prix von Großbritannien mit 62.500 Zuschauern im Millennium Stadium in Cardiff.

## Austragungsorte
Austragungsorte der Weltmeisterschaft 2007:
- Bydgoszcz
- Cardiff
- Kopenhagen
- Daugavpils
- Eskilstuna
- Gelsenkirchen
- Krško
- Målilla
- Prag
- Wrocław

## Fahrer
Für die Grand-Prix Saison 2007 waren 15 Fahrer als permanente Fahrer gesetzt. Es sind die besten Acht der Vorsaison, 3 Fahrer, die sich über die Qualifikationsläufe und den Challenge qualifiziert haben und 4 Fahrer, die ihre Startberechtigung durch eine Wild-Card von den Veranstaltern erhalten haben. Zusätzlich trat pro Grand-Prix je ein weiterer Wild-Card Fahrer an.
- (1) Jason Crump
- (2) Greg Hancock
- (3) Nicki Pedersen
- (4) Andreas Jonsson
- (5) Leigh Adams
- (6) Hans Andersen
- (7) Matej Žagar
- (8) Tomasz Gollob
- (9) Jarosław Hampel
- (13) Wiesław Jaguś
- (14) Rune Holta
- (10) Antonio Lindbäck
- (11) Scott Nicholls
- (12) Bjarne Pedersen
- (15) Chris Harris

## Grand-Prix-Resultate
|    | Grand-Prix von         | Ort           | Sieger          |
| -- | ---------------------- | ------------- | --------------- |
| 1  | Italien                | Lonigo        | Nicki Pedersen  |
| 2  | Europa                 | Breslau       | Nicki Pedersen  |
| 3  | Schweden               | Eskilstuna    | Leigh Adams     |
| 4  | Dänemark               | Kopenhagen    | Andreas Jonsson |
| 5  | Vereinigtes Königreich | Cardiff       | Chris Harris    |
| 6  | Tschechien             | Prag          | Nicki Pedersen  |
| 7  | Skandinavien           | Målilla       | Leigh Adams     |
| 8  | Lettland               | Daugavpils    | Leigh Adams     |
| 9  | Polen                  | Bydgoszcz     | Tomasz Gollob   |
| 10 | Slowenien              | Krško         | Nicki Pedersen  |
| 11 | Deutschland            | Gelsenkirchen | Andreas Jonsson |

## Gesamtwertung
| Platz | Fahrer         | Punkte |
| ----- | -------------- | ------ |
| 1     | Nicki Pedersen | 196    |
| 2     | Leigh Adams    | 153    |
| 3     | Jason Crump    | 124    |
| 4     | Tomasz Gollob  | 108    |
| 5     | Hans Andersen  | 107    |